# Ganjar Pranowo
Ganjar Pranowo (Java Central, 28 de octubre de 1968) es un político indonesio que ejerció como gobernador de Java Central de 2013 a 2023. Es miembro del Partido Democrático Indonesio-Lucha. Anteriormente, fue miembro del Consejo de Representación del Pueblo de la fracción del PDI-P para los períodos 2004-2009 y 2009-2013. Además, Ganjar también se desempeñó como presidente general de KAGAMA (Familia de exalumnos de la Universidad Gadjah Mada) durante el período 2014-2019.
El 19 de octubre de 2022, expresó su posible candidatura a las elecciones presidenciales de Indonesia de 2024  como su vicepresidente.

## Infancia
Ganjar nació de Pamuji y Sri Supami en Kabupaten Karanganyar.